# Shingosen-wakashū
Shingosen-wakashū (jap.: 新後撰和歌集 auch: 新後撰集 Shingosenshū, dt. etwa Neue Nachlese) ist eine Waka-Anthologie, die vom bereits abgelösten Tennō Go-Uda (1267–1324) in Auftrag gegeben und 1303 fertiggestellt wurde. Der Kompilator der Anthologie war Fujiwara no Tameyo (auch Nijō Tameyo, 1250–1338). Die Anthologie umfasst 20 Rollen mit insgesamt 1.606 Waka.